# Ndiambour
 (août 2024).
 (août 2024).
Le Ndiambour (ou Diambour ou Njaambur en wolof) est une ancienne province du Cayor qui correspond à peu près à l'actuelle région de Louga, au nord-ouest du Sénégal. Ses habitants sont principalement des Wolofs.

## Histoire
Le premier Jaraaf du Ndiambour est Birima Fatim Mbissis Ndiaye qui est un prince de la lignée des Ndiaye du Djolof. Il est le fils de Massamba Waly Dialène qui est fils de Dialène mou Gnoul, lui-même fils de Birima Ndiémé Coumba, Bourba Djoloff. Il fut donc un prince authentique, mais n'accèda pas au trône du Djolof à cause de la transmission patrilinéaire de la couronne du Djolof. C'est pour cette raison que Massamba Waly Dialène, son père, s'exila au Ndiambour qui signifie littéralement « le pays des hommes libres ». Les membres de l'aristocratie tiédo s'y réfugièrent au contact de l'islam pour échapper aux pratiques des moyal ou razzias que les tiédos continuaient à pratiquer.
Birima Fatim Mbissis donc, est comme son nom l'indique, le fils de Fatim qui venait d'une localité du nom de Mbissis (elle n'existe probablement plus). Pour l'histoire, cette période est marquée par des luttes de positionnement pour le trône du Kadior. L'héritier légitime du trône, le Damel-teigne Meissa Teinde Dior Fall, dut combattre pour accéder au trône à la mort de son père. Durant cette traversée du désert, il fut assisté au cours de ces campagnes dans le Ndiambour par Fatim Mbissis qui lui apporta soutien logistique et zone de repli. Quand il accéda au trône du Cayor, le fils de Fatim Mbissis, Birima Fatim Mbissis, fut élu Jaraaf du Ndiambour. Il érigea sa capitale à Keur Boumy, un village à quelques kilomètres de Louga. Boumy, en wolof veut dire « prince ».
Meissa Teinde Dior Fall, à sa mort, créa à son tour des luttes de positionnement au Cayor. Son petit-fils, Birima Ngoné Latyr Fall, renonça à l'exercice du pouvoir. Il s'engagea à libérer les Badolos de l'étreinte et des abus du pouvoir aristocratique. Son sens légendaire de la joie et de la paix lui valut le surnom de « Borom Mbaboor mi », c'est-à-dire le porteur de joie et d'allégresse. Ne dit-on pas que « fu mu yendu kufa yendu, yendoo naan », autrement dit « partout où il est, on y boit et on y mange à volonté ».
Son demi-frère, Lat Dior Ngoné Latyr Diop, après un consensus, fut élu Damel-teigne, ce fut le premier Damel qui porta le nom Diop. Cette période coïncida avec le mouvement d'annexion de la pénétration française. En 1886, le Cayor et ses différentes provinces furent annexées par Louis Faidherbe pour le compte de l'État français.
L'héritier de Birima Fatim Mbissis, le Commandant Meissa Céllé Ndiaye, et l'héritier de Lat Dior, Mbakhane Lat Dior Diop, furent obligés d'intégrer l'école des fils de chefs de Saint Louis, qu'on appelle également l'« école des otages ».
Meissa Céllé Nidaye intégra le commandement territorial des cercles où il servit entre autres à Rufisque. Mbakhane Lat Diop devint chef de province.

## Sources
- Association des grands griots du Sénégal